# Holtruper Kapelle

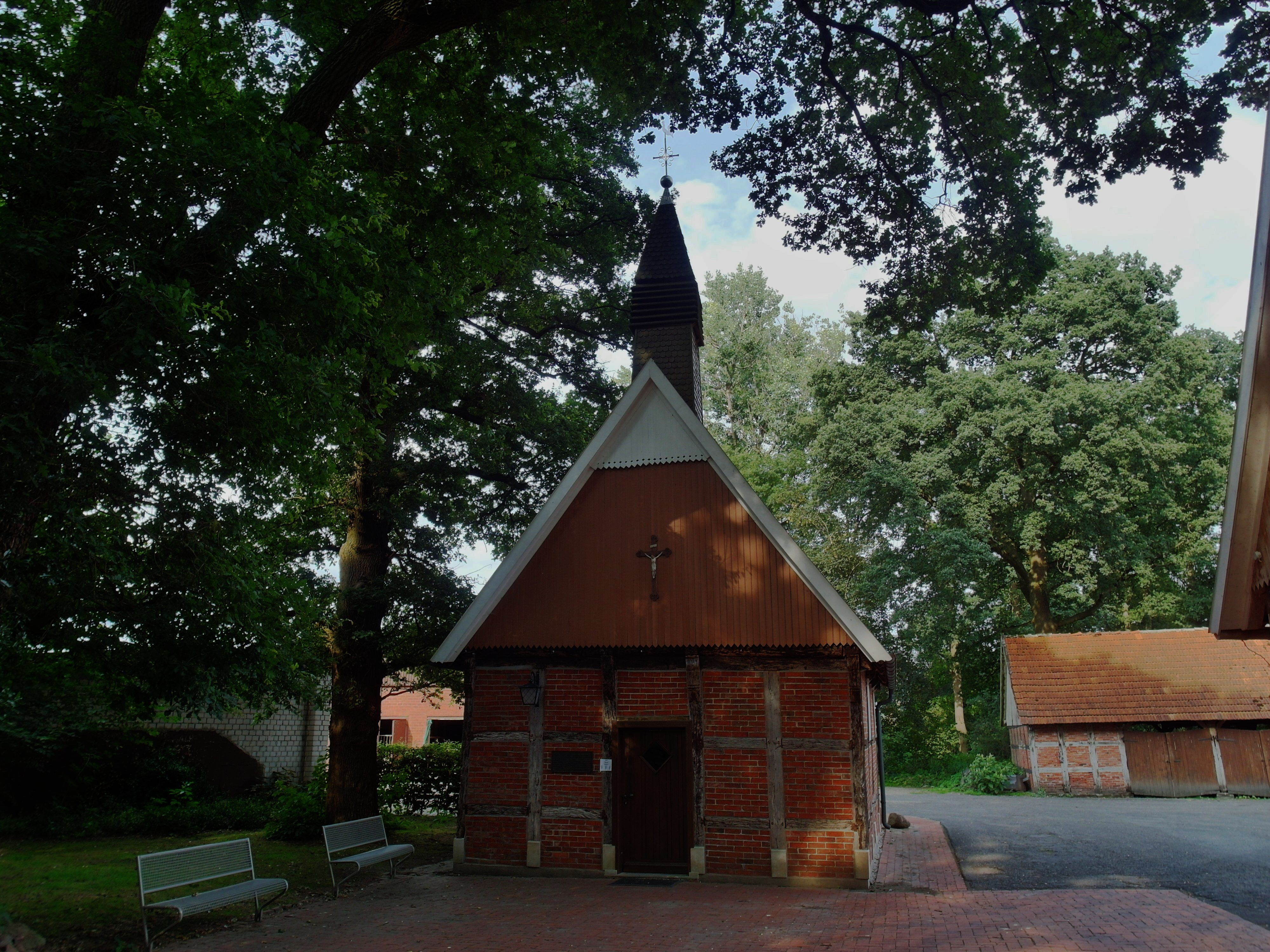
Die Holtruper Kapelle von Westen

Die Holtruper Kapelle liegt in der namensgebenden Bauerschaft der Vechtaer Ortschaft Langförden und ist eine Kapelle der katholischen Pfarrgemeinde St. Laurentius Langförden im Dekanat Vechta des Bistums Münster.

## Lage
Die Kapelle befindet sich auf der heutigen Hofstelle Reinke in Holtrup.

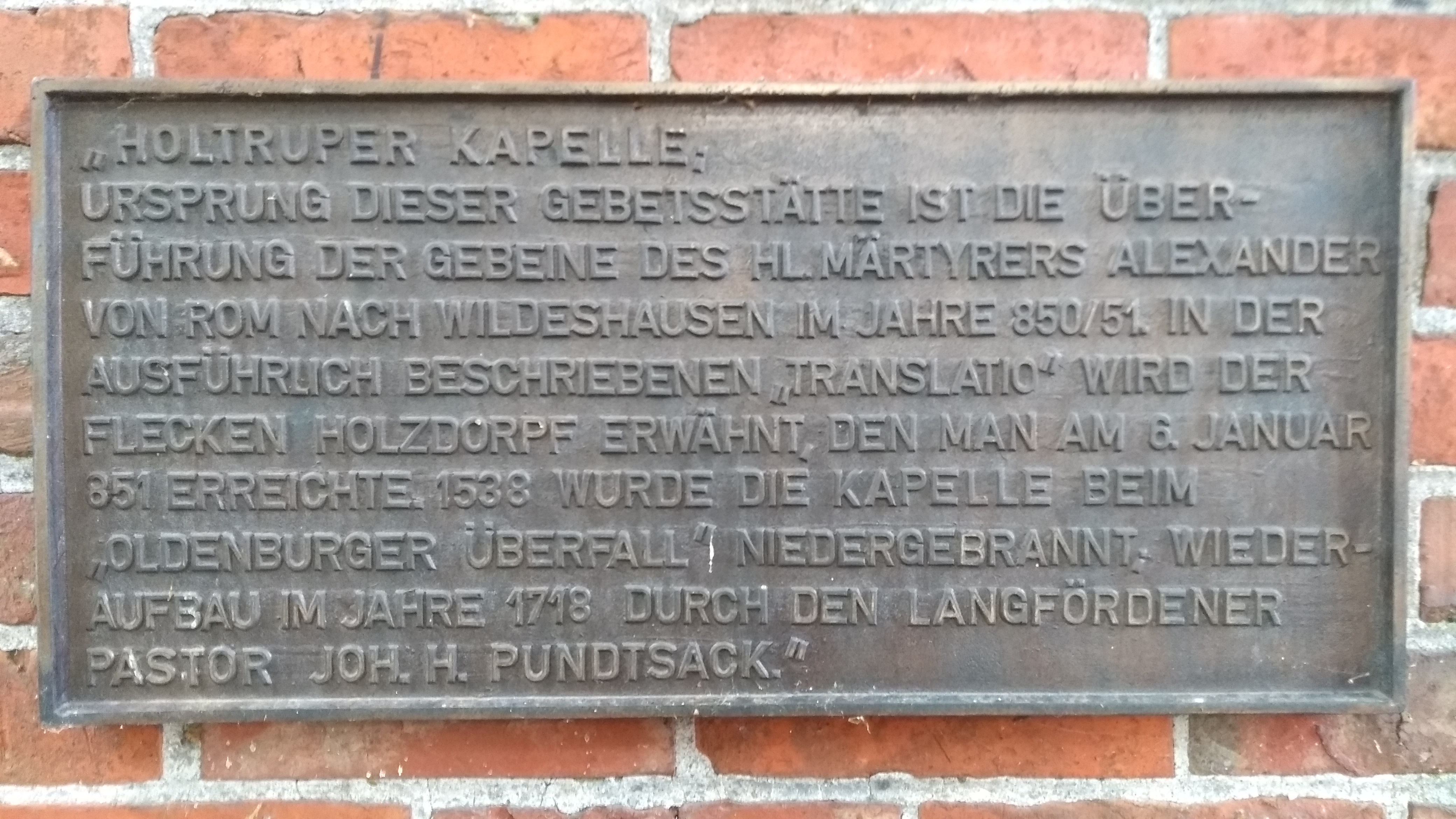
Tafel an der Kapelle zum Gedenken an die Überführung der Gebeine des Hl. Alexander und an den Wiederaufbau der Kapelle

## Geschichte und Baubeschreibung
Der Überlieferung zufolge soll die erste Holtruper Kapelle an der Stelle errichtet worden sein, wo 851 die Translation der Reliquien des Alexander von Rom auf dem Weg nach Wildeshausen Station gemacht hatte. Davon erzählt die ab 863 im Kloster Fulda verfasste Handschrift Translatio Sancti Alexandri. Inzwischen wird angenommen, dass sich bereits vorher eine Kapelle dort befand, in der die Reliquien über Nacht aufgestellt wurden. In De miraculis sancti Alexandri wird jedoch nicht über eine Kapelle berichtet.
Die mittelalterliche Kapelle wurde 1538 in einer Fehde zwischen dem Hochstift Münster und der Grafschaft Oldenburg zerstört. Die jetzige geostete Fachwerkkapelle mit Dachreiter wurde 1718 erbaut und 1744 renoviert. Von 1742 bis 1833 fand eine jährliche Prozession zur Kapelle am Tag Mariä Heimsuchung statt.
Die Holtruper Kapelle wurde im Jahre 2015 unter Mitwirkung der Dorfgemeinschaft aufwändig renoviert.

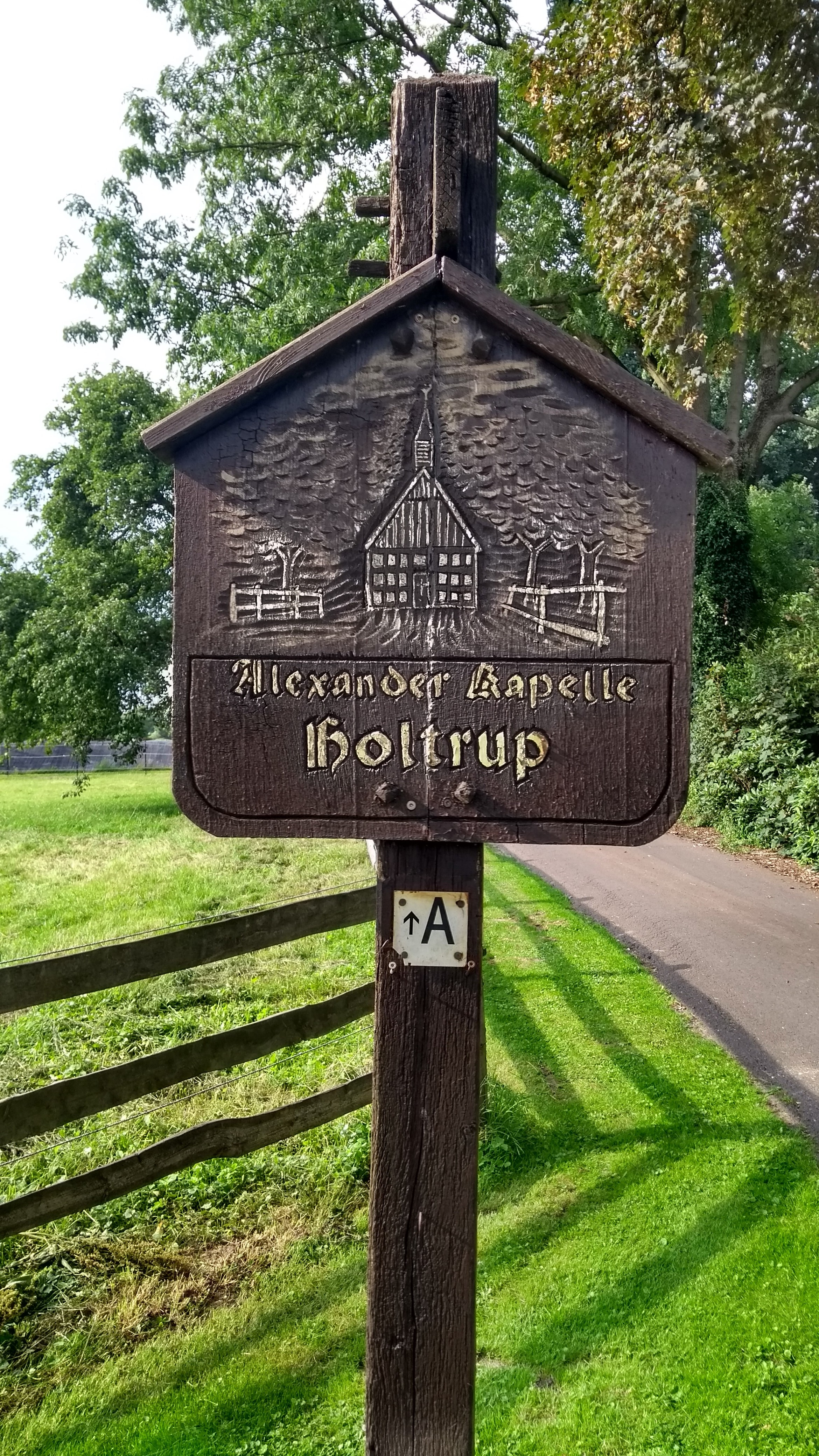
Wegweiser zur Holtruper Kapelle

## Ausstattung
Der Altaraufbau (mit Ausnahme des Altarbildes von 1937), ein Kruzifix, ein Schmerzensmann und eine Pietà stammen aus der ersten Hälfte des 18. Jahrhunderts. Darüber hinaus ist die Kapelle mit mehreren barocken Figuren ausgestattet.